# 本松好正
本松 好正（もとまつ よしまさ、1956年3月6日 - 2022年4月18日）は、福岡県飯塚市出身の日本の柔道家。

## 経歴
福岡大大濠高校から日大へ進学すると、4年の時には優勝大会で3位になった。卒業後、警視庁に入庁すると、団体戦の全国警察柔道大会で4度の優勝を飾った。
1988年に埼玉県の埼玉栄高校の柔道部監督に就任した。女子は1991年のインターハイ団体戦で決勝まで進むも、夙川学院高校に敗れて2位に終わった。その後も女子は全国大会で上位の常連になるも、なかなか優勝まで辿り着けなかったが、2005年にエースの白石のどか率いるチームが金鷲旗とインターハイでようやく全国大会優勝を飾った。2007年には高校選手権でも優勝した。さらに、2009年には高校女子柔道界で初となる団体3冠(高校選手権、金鷲旗、インターハイ)をも達成した。監督として高校選手権では優勝5回、金鷲旗では4回の優勝、インターハイでは優勝3回と、2017年現在、全国大会で女子最多となる12回の優勝を勝ち取っている。チームを優勝へ導くその采配の妙は、｢本松マジック｣とも称せられている。一方で男子は、2005年に高校選手権と金鷲旗でそれぞれ決勝まで進むが、ともに桐蔭学園高校に敗れて2位、インターハイでは3位が最高と優勝には至っていない。選手では2010年の世界ジュニア48kg級優勝の十田美里、2015年の世界ジュニア78kg超級優勝の冨田若春、2013年の世界カデ48kg級で優勝の常見海琴及び、長瀬めぐみ、早田英美などの指導にあたった。反面、このように多くの有力選手を指導しながらも、全日本のシニア代表選手を1人も出していなかったが、冨田若春が、2021年ブダペスト世界選手権に日本代表として出場し、個人戦78キロ超級で準優勝、団体戦で優勝した。
なお、1994年から全日本女子ジュニア代表チームのコーチになると、2000年にはヘッドコーチへ昇格した。2008年には全日本柔道連盟の強化委員にも選出された。
柔道部の練習時間は3時間ほどで、柔道の基本となる打ち込みなどを正確に身に付けさせることに焦点をあてている。男女とも基本的に同じメニューをこなしている。

## 監督としての実績
- 高校選手権　優勝5回(2007年、2009年、2012年、2014年、2015年)
- 金鷲旗　優勝4回(2005年、2008年、2009年、2014年)
- インターハイ　優勝3回(2005年、2009年、2013年)

(出典)。

## 書籍・DVD
- 必勝の極意　～原点を磨く 本松マジック～ スポーツDVD制作・販売のティアンドエイチ 2014年